# Benešov u Prahy (nádraží)
Benešov u Prahy je železniční stanice v západní části okresního města Benešov ve Středočeském kraji. Leží na trati Praha – České Budějovice a odbočné trati do Trhového Štěpánova. Stanice je elektrizovaná (3 kV ss). Stanice je součástí čtvrtého tranzitního koridoru.

## Historie
Železniční stanice byla uvedena do provozu s celým zbývajícím úsekem trati z Prahy do Veselí nad Lužnicí 14. prosince 1871 ve směru z Českých Budějovic a Lince po dokončení železničního mostu přes Sázavu v Čerčanech. Výstavbu trati prováděla soukromá společnost Dráha císaře Františka Josefa. Roku 1895 propojila pravidelná železniční doprava Benešov s Vlašimí, trať byla prodloužena dále do Trhového Štěpánova a Dolních Kralovic o sedm let později.
V letech 1896–1897 byla k její severní straně připojena druhá budova ve stejném architektonickém slohu. Spojnici mezi oběma stavbami tvoří novorenesanční vchod do tzv. Císařského salónku, vybudovaného jako luxusní čekárna pro osobní potřebu rakousko-uherského následníka trůnu Františka Ferdinanda d'Este pobývajícího na asi kilometr vzdáleném zámku Konopiště. Prostor je bohatě vyzdoben štukovými prvky a okrasnými kachlovými kamny. Stanice dostala také vlastní vodárnu a výtopnu. Proces budování druhé koleje prošel nádražím roku 1903, stavba si vyžádala demolici jižního stavědla. Na benešovském nádraží se zastavili státníci František Josef I. či německý císař Vilém II. Pruský.
V 70. letech 20. století prošla stanice rekonstrukcí, která souvisela též s elektrizací stanice. Roku 1997 byla výpravní budova prohlášena Národní kulturní památkou. Další přestavba nádraží proběhla při budování IV. železničního koridoru v letech 2007–2011.

## Modernizace
V letech 2007–2011 byla dokončena rekonstrukce stanice a úpravy parametrů nádraží na koridorovou stanici, při níž byla zvýšena průjezdová rychlost stanicí, vznikla dvě zastřešená ostrovní nástupiště s podchody a výtahy, elektronickým informačním systémem pro cestující a budovy byly opraveny do původní podoby.